# Šac'k
Šac'k (in ucraino Шацьк?; polacco: Szack)è un insediamento rurale ucraino (5 249 abitanti) nel distretto di Kovel', nell'oblast' di Volinia. Ospita l'amministrazione della comunità territoriale di Šac'k, una delle comunità territoriali dell'Ucraina.
Fino al 18 luglio 2020 Šac'k fungeva da centro amministrativo del distretto di Šac'k, abolito come parte della riforma amministrativa dell'Ucraina, che ha ridotto a quattro il numero dei distretti dell'oblast' di Volinia. L'area del distretto di Šac'k è stata fusa nel distretto di Kovel'.
Fino al 26 gennaio 2024 Šac'k era classificata come insediamento di tipo urbano. Da tale data è entrata in vigore una nuova legge che ha abolito questo status e Šac'k è stata riclassificata come insediamento rurale.
Šac'k è situata in un'area pittoresca nella parte occidentale delle Volyn Woodlands, circondata da laghi che vengono anche chiamati Šac'ki (Čorne Velyke, Svitjaz', Pulemec'ke, Luky, Ljucymer, Somynec', Karasynec', Ozerce).
Nel 2017, un francobollo con l'arme di Šac'k fu emesso dalle Poste ucraine.